# Sjednocení (román)
Sjednocení je český název knihy, jejímž autorem je Jeri Taylor a náleží literatuře žánru science-fiction z fiktivního světa Star Trek. Svými postavami i dějem náleží k televiznímu seriálu Star Trek: Nová generace. Originál knihy, z něhož byl pořízen český překlad, má anglický název Unification a pochází z roku 1991.

## Obsah
Místem děje je kosmická loď Enterprise cestující vesmírem v 24. století. Na její palubě žije tisíc lidí. Kapitánem lodi je Jean-Luc Picard, pomáhají mu na velitelském můstku první důstojník William Riker, android Dat, lodní poradkyně Deanna Troi, slepý poručík šéfinženýr Geordi La Forge, šéf bezpečnosti Worf z Klingonu. U tohoto příběhu je jednou z hlavních postav Spock z Vulkánu, postava známá z předchozích, původních dílů Star Treku.
Enterprise vedená kapitánem Picardem je vyslána na utajenou misi s cílem objasnit zmizení, možnou dezerci vyslance Spock. Picard se seznamuje se situací na Spockově rodné planetě Vulkánu u jeho rodičů (Sarek umírá) a pak se prostřednictvím Klingonů nechá spolu s Datem dopravit v dokonalém přestrojení na Romulus. Tady skutečně objeví Spocka, který spolupracuje s tamním podzemním hnutím. Oba důstojníci Federace i Spock jsou však zatčeni romulanskou komandérkou Selou, která připravuje plán na dobytí Vulkánu silou. Ze zajetí však brzy uniknou a ve spolupráci s posádkou Enterprise útok Romulanských sil překazí. Spock pak na Romulusu zůstává, aby pokračoval v misi spojování Romulanů s Vulkánci, kteří mají společný původ.

## České vydání knihy
Do češtiny knihu přeložil Matouš Ibl a vydalo ji poprvé v roce 1995 nakladatelství X-EGEM, s.s.o z Prahy.. Brožovaná kniha má 230 stran vč.reklam, typický styl (graficky i formátem) obálky pro celou edici Star Trek Nová generace. Na obálce jsou použity kresby Chrise Achiulleose.